# Stielhandgranate
Stielhandgranate (дословно — «ручная граната с рукояткой») — немецкая осколочная противопехотная наступательная ручная граната с деревянной рукоятью. Могла быть преобразована в оборонительную с помощью металлической съёмной «рубашки» с насечкой для увеличения количества поражающих элементов.

## История
Граната предназначалась в первую очередь для поражения живой силы противника осколками и ударной волной, была разработана в Германии во время Первой мировой войны и впервые поступила в Рейхсхеер в 1916 году.
Для борьбы с бронированными целями и для разрушения заграждений и огневых точек применялись связки гранат.
В 1923—1924 годах в прежнюю конструкцию были внесены незначительные изменения, вследствие чего граната получила наименование Stielhandgranate 24 и выпускалась в данной модификации и стояла на вооружении Вермахта вплоть до окончания Второй мировой войны, в связи с чем в англоязычной и русскоязычной военной литературе условно именовалась гранатой M-24, то есть гранатой образца 1924 года.
Всего за годы Второй мировой войны было изготовлено более 75 миллионов единиц гранат типа Stielhandgranate 24.
Вплоть до 1990-х годов эта ручная граната под наименованием HG-43 стояла на вооружении армии Швейцарии.
У советских солдат граната получила прозвище «колотушка», у англоязычных союзников — «толкушка» (англ. «potato masher»).

## Конструкция
Граната состоит из металлического корпуса, внутри которого находится взрывчатое вещество на основе аммиачной селитры (АСДТ, аммонала) а также пироксилиновыми смесями массой 160—180 г, капсюль-детонатором, и по́лой, закрывавшейся снизу завинчивающейся крышкой деревянной рукоятки с размещённым в ней воспламенительным механизмом. Кроме аммонала для снаряжения этой гранаты применялись и другие взрывчатые вещества, чаще всего гранулированный тротил. Воспламенительный механизм тёрочного типа состоял из дистанционной трубки с капсюлем, стаканчика с тёрочным составом, чашечки стаканчика, проволочной тёрки со свинцовым (или фарфоровым) шариком и шёлкового шнура с фарфоровым кольцом.
Корпус гранаты грунтовался красной краской и окрашивался в полевой серый цвет (нем. Feldgrau) или в тёмно-зелёные тона и мог (не обязательно) иметь крючок для ношения гранаты на ремне. В таком виде граната применялась как наступательная и имела радиус поражения осколками около 10-15 м.
Для использования гранаты в качестве оборонительной применялась рубашка из стали или металлокерамического состава с насечками, которая крепилась к корпусу проволокой. Радиус поражения гранаты, оснащённой осколочной рубашкой, увеличивался до 30 м, а дальность разлёта отдельных осколков могла достигать 100 м.

## Модификации
В конце Первой мировой войны, в период острой нехватки сырьевых ресурсов, оборудования (в частности, металла, дерева и токарных станков для изготовления рукояток), а также квалифицированной рабочей силы, в Германии и Австро-Венгрии выпускались упрощённые неразборные гранаты с установленным на заводе капсюлем-детонатором:
- вариант с упрочнённым креплением рукоятки (крепление улучшено за счёт удлинения муфты корпуса и дополнительной фиксации рукоятки гвоздиками) и заменой металлической завинчивающейся крышки на картонный колпачок, фиксируемый лентой из парафинированной бумаги;
- вариант с рукояткой из скрученного в трубку картона (сделана путём навивки картонной спирали на болванку с последующей проклейкой), с удлинённой муфтой, креплением к корпусу шестью гвоздиками и с картонным колпачком.

Известны также изготовлявшиеся полукустарным способом гранаты с рукоятками, в которых вместо тёрочного механизма со шнуром применялся пружинный механизм для ударного воспламенения капсюля.

## Порядок применения
Так как капсюли-детонаторы при поставке гранат в войска (в ящиках по 15 штук) хранились отдельно, для подготовки гранаты к бою следовало открутить от корпуса рукоятку, вставить в него капсюль-детонатор и вновь привинтить рукоятку.
Для применения гранаты нужно было отвинтить крышку в нижней части рукоятки, энергично дёрнуть за выпадавший при этом шнур с фарфоровым кольцом, и немедленно бросить гранату в цель.
При выдёргивании вытяжного шнура, соединённая с ним проволочная тёрка, завитая в спираль, проходя через отверстие в стаканчике выпрямлялась, создавая трение и воспламеняя тёрочный состав. Пламя тёрочного состава зажигало пороховую мякоть замедлителя, которая горела около 4,5-5 секунд. Огонь от пороховой мякоти передавался капсюлю-детонатору (запалу), взрыв которого вызывал детонацию взрывчатого вещества заряда гранаты.
Часто взрыв происходил позже (примерно через 8 секунд), однако отсутствие взрыва по истечении 10-30 секунд после выдёргивания шнура указывало на то, что огонь не достиг запала или запал не сработал, в связи с чем граната не представляла опасности взрыва.

## Достоинства и недостатки
Достоинствами гранаты являлись простота и дешевизна производства (особенно, в условиях военного времени), безопасность при падении (в том числе, в снаряжённом детонатором виде) и невозможность случайного срабатывания (из-за необходимости отвинчивания крышки для извлечения шнура, необходимого для приведения в действие запального механизма), а также возможность метания на большие расстояния благодаря длинной рукоятке и удачному расположению центра тяжести.
Недостатки гранаты являлись оборотной стороной её достоинств: взрывчатое вещество на основе аммиачной селитры быстро приходило в негодность при малейшем проникновении влаги в корпус, при длительном хранении на складе слёживалось и не детонировало, а тёрочный механизм в условиях сырости или при недостаточно резком выдёргивании шнура не приводил к воспламенению тёрочного состава, что в боевых условиях приводило к довольно многочисленным отказам. По тем же причинам абсолютное большинство сохранившихся до настоящего времени гранат Stielhandgranate 24 и их аналогов, выпускавшихся в период Второй мировой войны, при штатном применении не представляют опасности взрыва.

## Другое применение
Корпус распространённой гранаты Stielhandgranate 24 применялся также при изготовлении противопехотных мин Stielhandgranate 24/D.Z. 35, при этом деревянная рукоятка с запальным устройством отвинчивалась, а на корпус с зарядом взрывчатого вещества с капсюлем-детонатором Sprengkapsel No8 устанавливался с использованием переходника Spannmutter (из-за разного размера резьбы) взрыватель нажимного действия D.Z. 35.
При взрыве такой мины бо́льшая часть осколков корпуса (93-97 %) уходила в землю, а основное поражение наносилось направленной вверх ударной волной.
Так как граната снаряжалась в основном суррогатами, она не обладала мощным фугасным или бризантным действием. Поэтому для использования в качестве противотанкового средства рекомендовалось использовать связки из нескольких гранат этого типа.
Для нанесения значительного урона тяжёлой бронетанковой технике противника немецкой пехотой практиковался рискованный приём: связка гранат из 3-5 штук при помощи поясного ремня подсовывалась под кормовую нишу башни танка и подрывалась; дистанции взрывателя гренадеру вполне хватало, чтобы спрыгнуть с движущейся машины и укрыться от взрыва. В случае успеха башню срывало с погона или, как минимум, заклинивало. Для поражения танка прорыва КВ-2 было очень действенным средством забросить гранату в ствол 152-мм гаубицы, которой тот был вооружён. Даже если в стволе на момент взрыва не было снаряда, сам ствол утрачивал целостность и при следующем выстреле разрывался.